# Polyrhachis triaena
Polyrhachis triaena är en myrart som beskrevs av Wheeler 1919. Polyrhachis triaena ingår i släktet Polyrhachis och familjen myror. Inga underarter finns listade i Catalogue of Life.